# Рокозель, Понс де Россе
Понс де Россе (фр. Pons de Rosset; 15 апреля 1690, Лодев — 1763), шевалье де Рокозель, позднее именовавшийся маркизом де Рокозелем — французский генерал.

## Биография
Третий сын Бернардена де Россе, сеньора де Рокозеля, и Мари де Флёри, брат герцога Жана-Эркюля де Флёри, племянник кардинала Флёри, протекции которого был обязан своей военной карьерой.
Крещен 17 апреля 1690 в кафедральном соборе Сен-Фюлькран в Лодеве.
Младший лейтенант Фландрского пехотного полка (17.06.1708). В 1708—1712 годах служил в Дофинуазской армии. Лейтенант (16.04.1709), капитан (21.06.1711). В 1713 году его полк был переведен в состав Рейнской армии маршала Виллара и шевалье де Рокозель поучаствовал в осадах Ландау (июнь-август) и Фрайбурга (ноябрь).
По окончании войны Фландрский полк стал гарнизоном в Безансоне, в 1717 году был в Страсбурге, в 1720-м в Седане и Мезьере, в 1721-м в Мобёже.
Полковник запаса в полку Монпелье (15.03.1722), 5 декабря 1723 назначен на специально для него учрежденную должность губернатора Люнеля. 13 июня 1725 получил полк Ангумуа. Губернатор Кастра (7.10.1726), 15 апреля 1728 стал губернатором крепости Бреску, в районе Агда, взамен губернаторства в Люнеле, которое тогда же было упразднено. Бригадир (24.01.1729), 2 октября того же года взамен Бреску получил губернаторство в Сомьере, дававшее 6000 ливров дохода, сменив там своего брата. 5 марта 1730 стал командующим в Кастре и Лаворском епископстве. Кампмаршал (21.22.1731), передал свой полк племяннику, маркизу де Флёри. Командор ордена Святого Людовика (4.03.1732; к этому отличию полагался ежегодный пенсион в 6000 ливров).
Во время войны за Польское наследство 1 апреля 1734 назначен в Рейнскую армию маршала Бервика, с 15 июня был под командованием маршала Асфельда и замещавшего его маршала Ноая, участвовал в осаде Филиппсбурга, после сдачи которого был произведен в генерал-лейтенанты (1.08.1734). Командующий в Вердене (1.11.1734), где оставался до 11 апреля 1736, когда получил генеральное наместничество в Руссильоне, Конфлане и Сердани, и отдельно губернаторство в Монлуи вместо Сомьера, который он передал племяннику виконту де Нарбон-Пеле. В тот же день назначен командующим в Руссильоне. Рыцарь Большого креста ордена Святого Людовика (1.01.1737). В декабре 1739 был отставлен от наместничества и командования в Руссильоне, сохранив до конца жизни должность губернатора Монлуи.
После того, как его старший брат в 1736 году получил герцогский титул, шевалье де Рокозель стал титуловаться «маркизом де Рокозелем». В 1737 году также принял титул барона д'Авена, по названию купленной им соседней сеньории. Был холост.